# 栋皮埃尔苏桑维涅
栋皮埃尔苏桑维涅（法語：Dompierre-sous-Sanvignes，法語發音：[dɔ̃pjɛʁ su sɑ̃viɲ]，意为“桑维涅下方的栋皮埃尔”）是法国索恩-卢瓦尔省的一个市镇，属于沙罗勒区。

## 地理
栋皮埃尔苏桑维涅（46°39'7"N, 4°13'31"E）面积13.58 平方千米，位于法国勃艮第-弗朗什-孔泰大區索恩-卢瓦尔省，该省份为法国中部省份，北起顺时针与科多尔省、汝拉省、安省、罗讷省、卢瓦尔省、阿列省和涅夫勒省接壤。
与栋皮埃尔苏桑维涅接壤的市镇（或旧市镇、城区）包括：圣欧仁、圣罗曼苏韦尔西尼、桑维涅莱米讷、阿鲁河畔土伦。

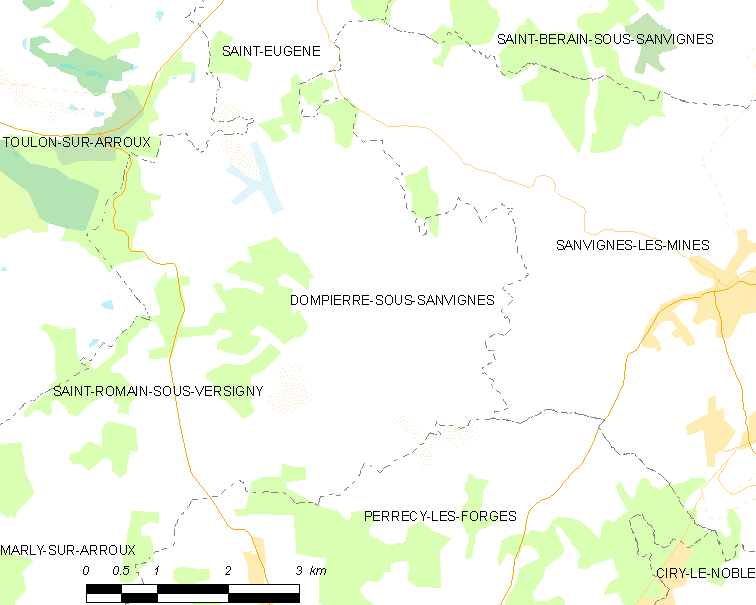
栋皮埃尔苏桑维涅的OSM定位图

栋皮埃尔苏桑维涅的时区为UTC+01:00、UTC+02:00（夏令时）。

## 行政
栋皮埃尔苏桑维涅的邮政编码为71420，INSEE市镇编码为71179。

## 政治
栋皮埃尔苏桑维涅所属的省级选区为格尼翁县。

## 人口

1962-2008年间栋皮埃尔苏桑维涅人口变化图示

栋皮埃尔苏桑维涅于2022年1月1日时的人口数量为77人。